# 名松線
名松線（日语：／ Meishō sen */?）是一條連結三重縣松阪市的松阪站至同縣津市的伊勢奧津站，屬於東海旅客鐵道（JR東海）的鐵路線（地方交通線）。
國鐵時代建造本線時，原計畫以名張作為終點。然而參宮急行電鐵所建的大阪線與山田線（現時兩線皆由近畿日本鐵道營運）相繼開業後，兩地便可以鐵道直接相連，此線便被認為無延伸至名張的必要。由於沿線人口不多，因此本線開業至今營收均不理想，也曾列入建議廢線的赤字83線、預定廢線的第2次特定地方交通線名單中。然而當時缺乏有效的替代道路，廢線計畫因而撤回並營運至今。

## 路線資料
- 管轄（事業類別）：東海旅客鐵道（第一種鐵道事業者）
- 路線距離（營業距離）：43.5公里
- 軌距：1,067毫米
- 站數：15個（包括起終點站）
  - 若只限屬於名松線的車站，排除起點的松阪站（屬於紀勢本線）則為14個。
- 複線路段：沒有（全線單線）
- 電氣化路段：沒有（全線非電氣化（日语：非電化））
- 閉塞方式：票券閉塞式（松阪站－家城站間），Staff閉塞式（家城站－伊勢奧津站間）
  - 可交會車站：家城站 … JR東海的旅客營業線唯一可以看見以Carrier（帶有大圓圈的皮革容器，可以作為通票）的交會的車站。
  - 松阪站－家城站間實施截至2016年3月是日本全國的JR線唯一的票券閉塞式。
- 保安裝置：ATS-PT
- 最高速度：65公里/小時
- 平均通過人次（日语：輸送密度）（人/日/距離）
  - 2012年度：273人[2]

全線由東海鐵道事業本部管轄。

## 車站列表
- 所有車站都位於三重縣內
- 所有列車都是普通列車（停靠所有車站）
- 軌道（全線單線） … ◇：可列車交會，｜：不可列車交會

| 中文站名 | 日文站名 | 英文站名 | 站間營業距離 | 累計營業距離 | 接續路線                                     | 軌道 | 所在地 |
| -------- | -------- | -------- | ------------ | ------------ | -------------------------------------------- | ---- | ------ |
| 松阪     |          |          | -            | 0.0          | 東海旅客鐵道：紀勢本線 近畿日本鐵道： 山田線 | ◇    | 松阪市 |
| 上之     |          |          | 4.2          | 4.2          |                                              | ｜   | 松阪市 |
| 權現前   |          |          | 2.8          | 7.0          |                                              | ｜   | 松阪市 |
| 伊勢八太 |          |          | 4.7          | 11.7         |                                              | ｜   | 津市   |
| 一志     |          |          | 1.3          | 13.0         | 近畿日本鐵道： 大阪線 （川合高岡）           | ｜   | 津市   |
| 井關     |          |          | 2.6          | 15.6         |                                              | ｜   | 津市   |
| 伊勢大井 |          |          | 2.9          | 18.5         |                                              | ｜   | 津市   |
| 伊勢川口 |          |          | 2.8          | 21.3         |                                              | ｜   | 津市   |
| 關之宮   |          |          | 2.0          | 23.3         |                                              | ｜   | 津市   |
| 家城     |          |          | 2.5          | 25.8         |                                              | ◇    | 津市   |
| 伊勢竹原 |          |          | 3.7          | 29.5         |                                              | ｜   | 津市   |
| 伊勢鎌倉 |          |          | 4.3          | 33.8         |                                              | ｜   | 津市   |
| 伊勢八知 |          |          | 2.8          | 36.6         |                                              | ｜   | 津市   |
| 比津     |          |          | 3.1          | 39.7         |                                              | ｜   | 津市   |
| 伊勢奧津 |          |          | 3.8          | 43.5         |                                              | ｜   | 津市   |

- 一志站與近畿日本鐵道大阪線川合高岡站之間可進行徒步聯絡，相距只有約200公尺。

### 過去的接續路線
- 伊勢川口站：中勢鐵道（日语：中勢鉄道） - 1943年2月1日廢除

## 延伸閱讀
- 曽根悟（監修）. 朝日新聞出版分冊百科編集部（編集） , 编. . 週刊朝日百科. 25号 紀勢本線・参宮線・名松線. 朝日新聞出版. 2010-01-10.

## 外部連結
- 主な駅のバリアフリー情報（一覧）｜ＪＲ東海（页面存档备份，存于）
- 津市観光協会（页面存档备份，存于）-ＪＲ名松線の旅
- 津ぅrip（页面存档备份，存于）-名松線情報を含む津市観光情報
- 名松線を元気にする会（旧名称：名松線にSLを走らせる会）（页面存档备份，存于） - 名松線復旧後、再び廃線の話が出ないよう活性化に取り組んでいる会。
- YouTube上的６年半ぶりに全線復旧したＪＲ名松線（朝日新聞社提供、2016年3月27日公開）